# Босс, Пьер-Амбруаз
Пьер-Амбруаз Босс (фр. Pierre-Ambroise Bosse, род. 11 мая 1992 года, Нант, Франция) — французский легкоатлет, который специализируется в беге на 800 метров. Чемпион мира 2017 года и двукратный бронзовый призёр чемпионатов Европы (2012 и 2018). 
Выступления на международных соревнованиях начал в 2010 году. На чемпионате мира среди юношей 2010 года занял 8-е место с результатом 1.53,52. Чемпион Европы среди юниоров 2011 года. Чемпион Франции 2012 года. На Олимпийских играх 2012 года дошёл до полуфинала.
Занял 7-е место на чемпионате мира 2013 года в Москве. Занял 5-е место на чемпионате мира 2015 года а Пекине. На чемпионате мира 2017 года в Лондоне француз завоевал золотую медаль чемпионата мира, став первым за 16 лет европейцем, одержавшим победу на дистанции 800 метров.

## Сезон 2014 года
17 июня на соревнованиях Golden Spike Ostrava занял 2-е место в беге на 1000 метров — 2.15,31. 5 июля занял 4-е место на Meeting Areva — 1.44,23.